# ケールスティン・チューリヒ
ケールスティン・チューリヒ（Kerstin Tzscherlich、1979年2月15日 - ）は、ドイツの元女子バレーボール選手。フライタール（当時の東ドイツ）出身。元ドイツ代表。

## 来歴
2004年アテネオリンピックに出場した 。

## 球歴
- 2011年 - 欧州選手権（準優勝）

## 所属クラブ
- ドレスナーSC （1990年-2010年）